# Wilczęta
Wilczęta est un village polonais de la voïvodie de Varmie-Mazurie, dans le powiat de Braniewo.

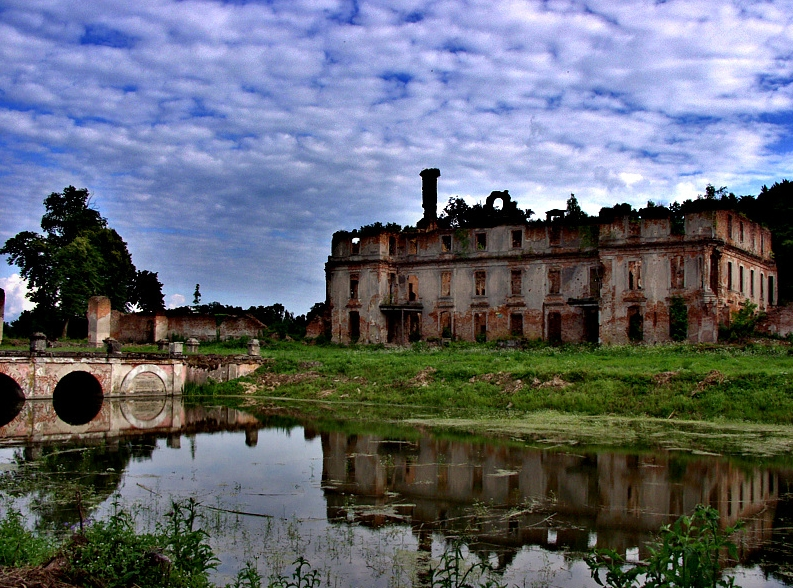
Palace Dohna-Schlobitten (2009)

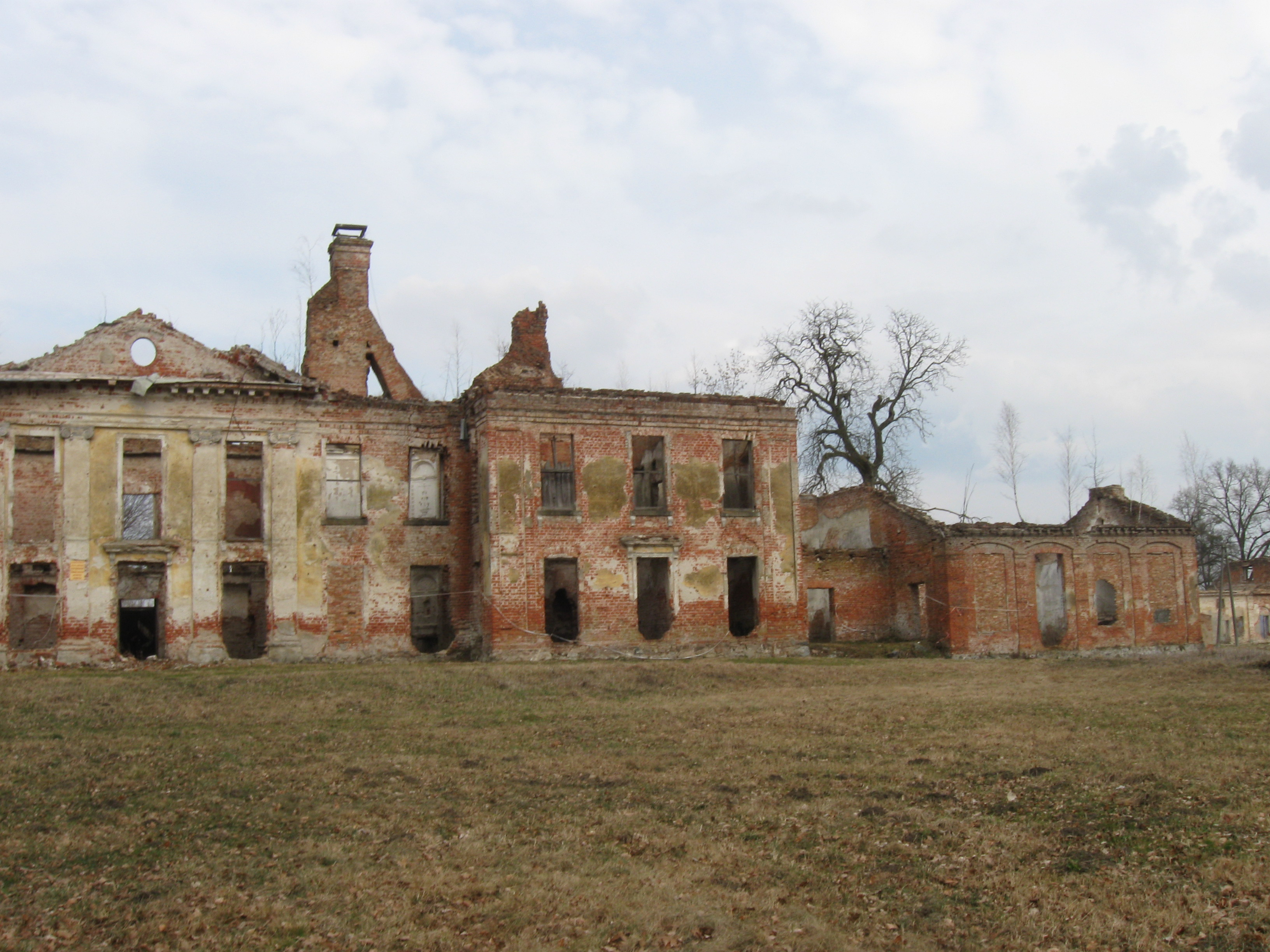
Palace Schlodien, (2010)

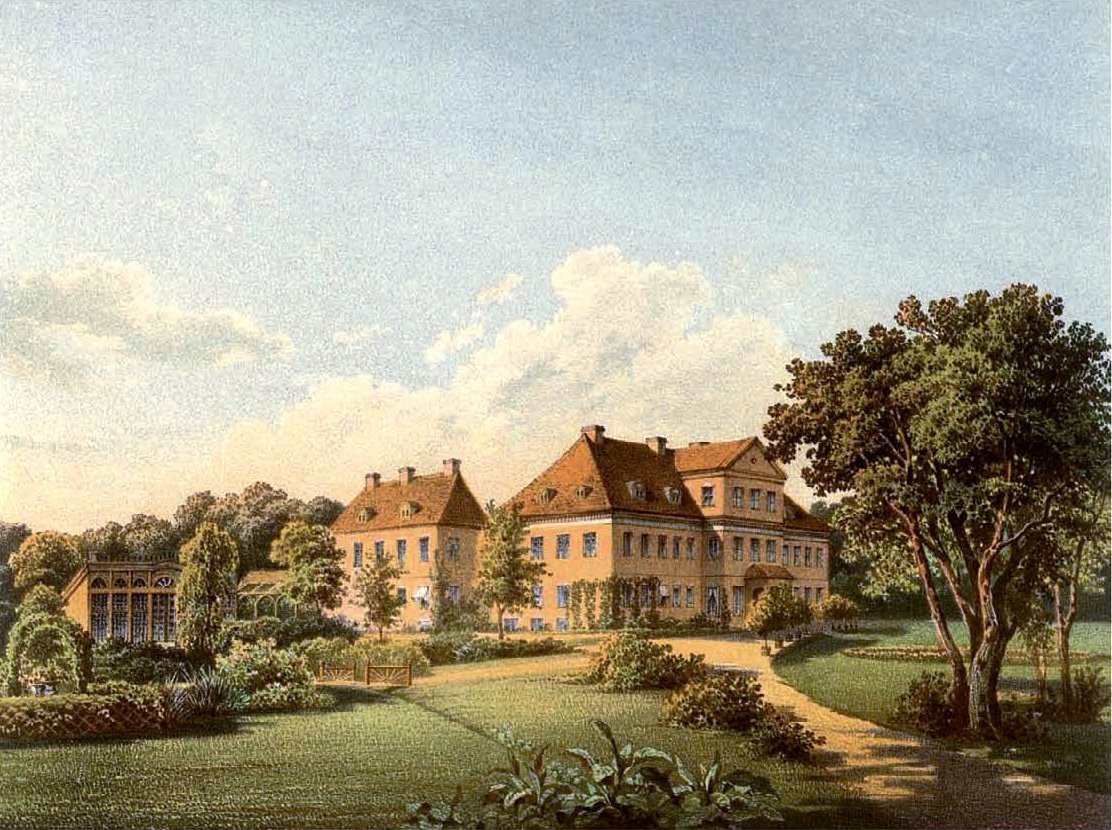
Palace Carwinden, around 1860, edition by Alexander Duncker

## Histoire
De 1818 à 1945, Deutschendorf fait partie de l'arrondissement de Preußisch Holland (de) dans la province de Prusse-Orientale.